# Clarence MacGregor
Clarence MacGregor, född 16 september 1872 i Newark, New York, död 18 februari 1952 i Buffalo, New York, var en amerikansk politiker (republikan). Han var ledamot av USA:s representanthus 1919–1928.
MacGregor är begravd på Forest Lawn Cemetery i Buffalo.